# Satélite para Experiência de Ciência Quântica
O Quantum Experiments at Space Scale (QUESS), (chinês: 量子科学实验卫星, pinyin: Liàngzǐ kēxué shíyàn wèixīng, lit. ‘Satélite para Experiência de Ciência Quântica’) é um projeto de pesquisa internacional no campo da física quântica. Um satélite, apelidado de Micius ou Mozi  (chinês: 墨子), após o filósofo e cientista chinês antigo, é operado pela Academia Chinesa de Ciências, bem como estações terrestres na China. O projeto QUESS pode mudar criptografia transformando mensagens quânticas e fornecendo o caminho para um sistema de comunicações impossível de se decodificar
O QUESS foi bem-sucedido em seus objetivos. Seguem-se outros satélites Micius, permitindo uma rede criptografada na Europa e Ásia até 2020 e uma rede global até 2030.

## Realizações
Em junho de 2017, pesquisadores chineses demonstraram que o satélite pode enviar partículas quânticas emaranhadas em locais distantes na Terra, mantendo suas propriedades entrelaçadas, apesar de serem separadas por mais de 1.200 quilômetros. Também os pesquisadores usaram o satélite para teletransportar propriedades de partículas e transmitir chaves de criptografia quântica. Eles enviaram um pacote de informações do Tibete para o satélite em órbita, há 1.400 quilômetros da superfície da Terra.